# Alphonse II d'Este
Pour les articles homonymes, voir Alphonse II.
Alphonse II d'Este (né à Ferrare le 22 novembre 1533, mort à Ferrare le 27 octobre 1597) est le cinquième duc de Ferrare, Modène et Reggio, il règne de 1559 à sa mort. C'est à sa mort, sans héritier direct, que Ferrare échappe à la maison d'Este et retombe en pleine propriété du Saint-Siège. Ses successeurs se replient alors sur Modène, Reggio d'Émilie et Carpi, possessions qui leur sont garanties par l'Empire.

## Biographie
Fils d'Hercule II d'Este et de Renée de France, en 1552, à l'insu de son père, il quitte Ferrare pour se rendre à la cour de France, où il est accueilli par Henri II, aux côtés duquel il combat en Flandres. 

## Premier mariage
Après une courte carrière militaire émaillée de quelques succès, en 1558, il est marié à Lucrèce de Médicis (1558-1561) la fille de  Cosme, alors âgée de 14 ans. Reparti en France pour y réclamer des dettes, il se trouve parmi les premiers à porter secours au roi Henri II lorsque celui-ci est mortellement blessé lors d'un tournoi amical. C'est encore en France qu'il apprend la mort de son père, Hercule II, survenue à Ferrare, le 3 octobre 1559.
Rentré lentement à Ferrare par Marseille, Livourne, Florence et Modène, il est élu par les corporations, les nobles et les citoyens convoqués par le giudice dei Savi (premier magistrat de la cité et survivance purement formelle des institutions municipales) et peut ainsi faire une entrée triomphale en ville le 26 novembre 1559. 
Il fait libérer Giulio d'Este, qui vient de passer 53 années en prison pour avoir conspiré contre son demi-frère Alphonse Ier.
Pour complaire au pape Pie IV, Alphonse II demande à sa mère, Renée de France, dont les attaches protestantes demeurent toujours très actives, de rentrer en France (2 septembre 1560), mais ne montre en revanche aucun empressement à pourchasser les hérétiques.
Le 25 février 1560, quand son épouse le rejoint à Ferrare, Alphonse fait organiser des fêtes grandioses qui surpassent tout ce que la cour d'Este a pu produire précédemment. Quand, en 1561, le prince Jules est élevé au cardinalat, deux tournois spectaculaires et fastueux marquent l'événement. Les carnavals de Ferrare rivalisent à l'époque avec ceux de Venise et la ville accueille troupes de théâtre, littérateurs, peintres, architectes, musiciens, chanteurs et poètes, comme Le Tasse, que le duc fait enfermer à l'hôpital Sainte-Anne pour éviter qu'il ne quitte sa cour pour celle de Florence.
L'embellissement de la ville se poursuit, avec la construction de la Palazzina sur la Giovecca, dernière des delizie érigée par la maison d'Este à Ferrare. Alphonse ordonne, pour meubler sa bibliothèque, de rechercher pour lui un exemplaire de chaque livre produit depuis l'invention de l'imprimerie. 340 personnes assurent alors le service du duc, dont 60 gentilshommes, 20 pages, 40 chanteurs pour la chapelle ducale. Ses écuries hébergent 400 des meilleurs chevaux et son escorte compte 100 hallebardiers et 100 cavaliers.

## Second mariage
Quand Lucrèce meurt, en 1561, sans lui avoir donné d'héritier, Alphonse envisage immédiatement un nouveau mariage. Après avoir bataillé auprès de la cour impériale (d'abord Henri II, puis Ferdinand Ier, puis Maximilien II) pour contrer l'ascension des Médicis, ex-belle famille dont la mort de son épouse l'a soudainement éloigné, il reçoit de l'Empereur la main de sa sœur Barbara d'Autriche (1565-1572), tandis que François de Médicis se voit adroitement attribuer sa cadette Jeanne. Les noces, fastueuses, sont célébrées à Ferrare le 5 décembre 1565 et cette alliance oblige Alphonse, l'année suivante, à se ranger, avec 4 200 hommes et à grand frais, aux côtés de l'Empereur qui s'apprête à affronter Soliman en Hongrie.
Le 23 mai 1567, le pape Pie V publie la bulle Prohibitio alienandi et infeudandi civitates et loca Sanctae Romanae Ecclesiae, qui interdit aux enfants illégitimes, sans aucune équivoque, l'investiture de fiefs appartenant à l'Église. Sachant de longue date qu'Alphonse ne peut avoir d'enfant, des suites d'une maladie infantile ou d'une chute de cheval, et que son parent le plus proche, César, se trouve précisément être dans cette situation, le Saint-Siège prépare ainsi la question de la succession.
La situation économique détériorée par les énormes dépenses de la cour ducale, reportées sur la population à coup d'impôts, d'emprunts forcés et d'expédients, fragilise la maison d'Este. En 1570, un tremblement de terre vient accroître la misère du peuple, dont les plus déshérités affluent déjà depuis quelques années en ville.
À la mort de la duchesse Barbara (19 septembre 1572), Alphonse, déstabilisé par les revirements de la cour impériale, à la recherche de nouvelles investitures prestigieuses et obsédé par sa succession, se met en quête d'une troisième épouse. La haine des Médicis, qui, en 1576, se sont vu conférer le titre de grands ducs, réunit alors les Gonzague, les Savoie, les Farnèse et la maison d'Este, qui se lient par de nouvelles alliances matrimoniales.

## Troisième mariage
Alphonse se retrouve ainsi à épouser, en février 1579, Marguerite de Mantoue (1564-1618), fille de Guillaume, troisième mariage qui reste, comme les deux premiers, sans enfant. Après avoir renoncé à marier son frère Jules pour assurer indirectement sa descendance, Alphonse tente de complaire à la Papauté, dans le but d'obtenir un arrangement concernant sa succession. Mais ses intrigues échouent et ses espoirs sont déçus : il finit, après avoir un temps considéré la lignée d'un descendant du frère d'Alphonse I,  Sigismondo, en la personne de Filippo d'Este, marquis de San Martino in Rio, par fixer définitivement son choix sur César, malgré l'interdit papal frappant les bâtards et leur progéniture. 
À la mort d'Alphonse II, le 27 octobre 1597, le litige entre la papauté et la maison d'Este se conclut par la dévolution de Ferrare au Saint-Siège.
Entretemps, après avoir usé la patience de l'Empereur, la famille a obtenu l'investiture impériale sur Modène, Reggio et Carpi (8 août 1594), bases arrière vers lesquelles elle se retire, quittant à tout jamais Ferrare.
Alphonse II est enterré à Ferrare au monastère du Corpus Domini.

## Postérité

### Le poème My Last Duchess

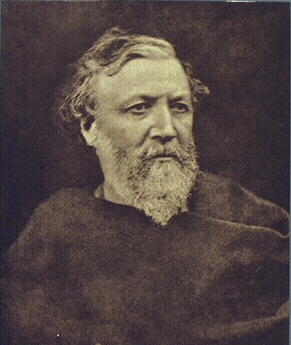
Robert Browning, l'auteur de My Last Duchess, en 1865.

Le mariage malheureux de Lucrèce de Médicis avec Alphonse II, au caractère froid, égoïste, et possessif, et le remariage de celui-ci quelques années après avec Barbara d'Autriche, fille de l'empereur Ferdinand Ier, a inspiré à  Robert Browning son monologue dramatique intitulé My Last Duchess (Ma dernière duchesse).
Louis S. Friedland, dans une étude parue en 1936, a montré que la substance du poème est tirée de l'histoire réelle des négociations entre Alphonse II d'Este et Nikolaus Madruz, l'envoyé du comte de Tyrol, en vue du remariage du duc.

### La Jérusalem délivrée
Alphonse II d'Este est protecteur du poète italien Le Tasse. Le poème de ce dernier La Jérusalem délivrée lui est dédié.

## Sources
- (it) Cet article est partiellement ou en totalité issu de l’article de Wikipédia en italien intitulé « Alfonso II d'Este » (voir la liste des auteurs).